# Шкловский район
Шкловский район (бел. Шкло́ўскі раён) — административная единица на севере Могилёвской области Республики Беларусь. Административный центр района — город Шклов. Численность населения — 23 761 человек (на 1 января 2025 года). В 2024 году район отмечал 100-летие. 

## Административное устройство

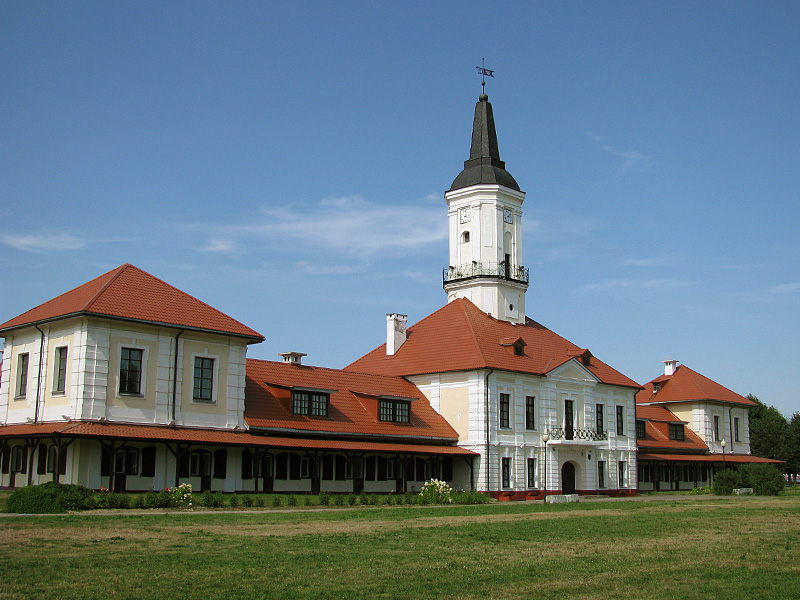
Шкловская ратуша

В 2007 году решением Могилёвского областного Совета депутатов изменено административно-территориальное деление Шкловского района: в состав города Шклов включены деревни Малое Заречье Городецкого сельсовета, Рыжковичи и Молодежная Рыжковичского сельсовета.
В 2012 году решением Могилёвского областного Совета депутатов изменено административно-территориальное деление Шкловского района: упразднён Ордатский сельсовет. Территория и населённые пункты Ордатского сельсовета были включены в состав Городищенского сельсовета.
В 2013 году решением Могилёвского областного Совета депутатов изменено административно-территориальное деление Шкловского района: упразднены Заходский, Старосельский, Черноручский сельсоветы. Территория и населённые пункты Заходского сельсовета включены в состав Фащевского сельсовета, Старосельского сельсовета — в состав Александрийского сельсовета, Черноручского сельсовета — в состав Рыжковичского сельсовета. 
23 ноября 2013 года в состав города Шклов включена деревня Большое Заречье Городецкого сельсовета.
Рыжковичский сельсовет был переименован в Старошкловский, Каменно-Лавский сельсовет — в Каменнолавский.

#### Сельсоветы
- Александрийский
- Городецкий
- Городищенский
- Каменоплавский
- Словенский
- Старошкловский
- Толкачевский
- Фащевский

#### Упразднённые сельсоветы
- Заходский
- Ордатский
- Старосельский
- Черноручский

## Территория
Территория района находится на границах Оршанско-Могилёвской равнины, на которую заходят отроги Оршанской возвышенности.

## География
Площадь района составляет 1334 км². Продолжительность с востока на запад — 52 км, с севера на юг — 38 км. Граничит с Горецким, Дрибинским, Могилёвским, Круглянским, Белыничским районами Могилёвской области, Толочинским, Оршанским районами Витебской области.
В составе района 12 сельских Советов и один город. По территории района протекает река Днепр, в которую впадает 31 малая река.

### Гидрография
Основные реки — Днепр с притоками Лахва, Берёзовка, Черница, Артиславка; а также Бася и Авчеса (более 30 мелких рек). Их протяжённость составляет 447,9 км. Площадь, которую занимают озёра и водоёмы, составляет 1238 га.

## Геральдика
Герб и флаг утверждены решениями Шкловского районного исполнительного комитета от 5 февраля 2002 года № 2-10 и Шкловского районного Совета депутатов от 22 февраля 2002 года № 14-4. Герб 1762 года и флаг зарегистрированы в Гербовом матрикуле Республики Беларусь 26 июля 2002 года № 93.

## История
Шкловский район, как административная единица в Союзе ССР, образован 17 июля 1924 года.
Территория Литовской Руси, а позже и в Польско-литовской республике белорусское местечко и его окрестности в составе Оршанского повета Трокского воеводства.
С XVI столетия Шклов составляло особое графство, принадлежавшее Ходкевичам, которые его укрепили. В 1520 году поселение упоминается в документах дипломата Германо-римской империи З. Герберштейна во время его дипломатического путешествия в Москву. В 1535 году упоминается впервые, по «Никоновской летописи», город сожжён русскими войсками воеводы В. Шуйского. В XVI и XVII столетиях эти территории не раз разоряли московские войска и казаки, а в 1708 году — шведы.
В 1762 году местечко Шклов получило герб «Безмен». В 1772 году — после первого раздела Польско-литовской республики Шкловщина вошла в состав Российской империи.
- 1773—1777 гг. местечко Шклов — уездный центр Могилёвской губернии[14].
- 1924 год — Шклов центр района.
- 1925 год — Шклов получил статус города.

В 1924—1930 годах Шкловский район был в составе Могилёвского округа, в 1930—1938 годах — в прямом республиканском подчинении, с 15 января 1938 года — в Могилёвской области.
2 марта 1931 года в результате упразднения Луполовского района к Шкловскому району были присоединены 3 сельсовета. 8 июля 1931 года были упразднены Копысский и Круглянский районы, и в состав Шкловского района вошли 3 сельсоветов Копысского и 2 сельсовета Круглянского районов. 5 декабря 1931 года Шкловскому району был передан Старосельский сельсовет Толочинского района. 12 февраля 1935 года в связи с образованием Дрибинского и Круглянского районов им были переданы соответственно 1 (Егановский) и 2 (Загорянковский и Комсеничский) сельсовета. 
30 апреля 1958 года населённые пункты Колино-Лидино и Хатьково из состава Жукневского сельского Совета Толочинского района Витебской области перечислены в состав Старосельского сельского Совета Шкловского района Могилёвской области.
16 сентября 1959 года в результате упразднения Дрибинского района к Шкловскому району были присоединены 2 сельсовета целиком и часть Бельского сельсовета.
20 октября 1995 года административные единицы Шкловский район и город Шклов, имеющие общий административный центр, объединены в одну административную единицу — Шкловский район. 
14 декабря 2007 года деревни Рыжковичи и Молодёжная Рыжковичского сельсовета, Малое Заречье Городецкого сельсовета включены в состав города Шклов.
23 ноября 2013 года деревня Большое Заречье Городецкого сельсовета включена в состав города Шклов.
В 2024 году район Шкловский район отмечает 100-летие.

## Население
Численность населения — 23 761 человек (на 1 января 2025 года), в том числе городское — 14 738 человек (Шклов — 14 738 человек), сельское — 9 023 человек.
На 1 января 2024 года численность населения 24 191 человек, в том числе в городских условиях (Шклов) проживают — 14 870 человек, в сельских — 9 321 человек.
Численность населения — 24 538 человек (на 1 января 2023 года), в том числе в городских условиях (Шклов) проживают — 14 989 человек, в сельских — 9 549 человек. В городе проживает 14 989 человек. Всего помимо Шклова насчитывается 202 населённых пункта.
В ходе переписи 2019 года 92,66% жителей района назвали себя белорусами, 4,32% — русскими, 0,82% — украинцами, 0,11% — поляками.
| Численность населения с 1939 года: |        |        |        |        |        |        |        |         |         |
| 1939                               | 1959   | 1970   | 1979   | 1989   | 1996   | 2001   | 2002   | 2003    | 2004    |
| 78 605                             | 66 414 | 58 038 | 48 955 | 43 382 | 40 700 | 37 502 | 36 705 | 35 913  | 35 016  |
| 2005                               | 2006   | 2007   | 2008   | 2009   | 2010   | 2011   | 2012   | 2013    | 2014    |
| 34 087                             | 33 270 | 32 538 | 31 857 | 31 066 | 30 658 | 30 166 | 29 702 | 29 339  | 28 753  |
| 2015                               | 2016   | 2017   | 2018   | 2019   | 2020   | 2021   | 2022   | 2023    | 2024    |
| 28 323                             | 27 910 | 27 630 | 27 332 | 26 848 |        |        |        | ▼24 538 | ▼24 191 |
| 2025                               |        |        |        |        |        |        |        |         |         |
| ▼23 761                            |        |        |        |        |        |        |        |         |         |

На 1 января 2018 года 17,4% населения района были в возрасте моложе трудоспособного, 54,2% — в трудоспособном возрасте, 28,4% — в возрасте старше трудоспособного. Средние показатели по Могилёвской области — 17,5%, 56,8% и 25,7% соответственно. 49,2% населения составляли женщины, 50,8% — мужчины (средние показатели по Могилёвской области — 52,9% и 47,1% соответственно, по Республике Беларусь — 53,4% и 46,6%). Шкловский район — один из двух в Могилёвской области с превышением численности мужчин над женщинами.
Коэффициент рождаемости в районе в 2017 году составил 12,1 на 1000 человек, коэффициент смертности — 17,4 (в районном центре — 12 и 12,8 соответственно). Средние показатели рождаемости и смертности по Могилёвской области — 10,5 и 13,6 соответственно, по Республике Беларусь — 10,8 и 12,6 соответственно. По уровню рождаемости район занимает 6-е место в области, по уровню смертности — 10-е. Всего в 2017 году в районе родилось 333 и умерло 478 человек, в том числе в районном центре родилось 195 и умерло 209 человек.
В 2017 году в районе было заключено 180 браков (6,5 на 1000 человек, средний показатель по Могилёвской области — 7,1) и 87 разводов (3,2 на 1000 человек, средний показатель по Могилёвской области — 3,6).
Наблюдается миграционная убыль — из района чаще выезжают, чем приезжают: